# エリアリンク (コンビニエンスストア)
エリアリンクとは、かつてボランタリーチェーン方式で展開していたコンビニエンスストアである。

## 概要
エリアリンクは1993年12月15日に設立され、1994年2月1日に営業を開始した。1994年12月には僅か20店舗だったが、2002年には215店舗にまで拡大した。
特徴として、営業時間･休日･運営などはオーナーの判断に委ねられており、大手チェーンのフランチャイズに比べると月々の支払う料金も少ない点が挙げられる。
1996年10月には、エリアリンクの他にコスモスジャパン・フレンドマートによって協議会を設立。1998年4月、キャフ商流センター株式会社（後のキャフリテールサポート）を東京都墨田区（後に千葉県八千代市に移転）に設立した。
また、1998年12月16日には、ダイエー碑文谷店（現在のイオンスタイル碑文谷）隣に、ワドー企画設計と提携しコンビニとドラッグストアを合わせた店舗「メディ碑文谷」がオープンした。その当時の一ヶ月平均の日販は32万～33万円であり、年間30店舗開店、3年後には100店舗開店を目標に掲げていた。
その後も経営を行っていたが、2013年9月30日、キャフリテールサポートが事業停止し、エリアリンクのホームページにもアクセスができなくなった。そして同年12月11日、東京地方裁判所により破産手続開始決定がなされた。

## 歴史
- 1993年12月 - 株式会社エリアリンク設立。
- 1994年2月 - 店舗の営業開始。
- 1996年10月 - エリアリンク･フレンドマート･コスモスジャパンの3社によって商品仕入れの協議会を作る（後のキャフリテールサポート）。
- 1998年12月 - コンビニとドラッグストアをあわせた店舗「メディ碑文谷」がオープン。
- 2013年12月 - 東京地方裁判所より破産手続き開始決定。